# Hayashi-ha
Hayashi-ha (林派, escola da floresta) é uma linhagem de caratê do estilo Shito-ryu. Foi, em 1970, criada pelo Sensei Teruo Hayashi. Formalmente, a escola denommina-se Nippon Karatedo Hayashi-ha Shito-ryu-kai (日本空手道林派糸東流会).

## História
Sensei Hayashi foi aluno do Kosei Kuniba — fundador da escola Motobu-ha do estilo Shito-ryu —. Insatisfeito com a forma de se ensinar caratê praticada no Japão, Teruo Hayashi encaminhou-se até Oquinaua, a fim de aprender a arte na sua forma nativa. Entonces, o aluno passou vários anos estudando caratê e, bem assim simultaneamente, a luta com armas kobudô sob os auspícios de Shoshin Nagamine — fundador do estilo Matsubayashi-ryu — e Kenko Nakaima — instrutor-chefe do estilo Ryuei-ryu. Neste último caso, Hayashi levou mais de ano e muitas tentativas infrutíferas antes de ser aceito por Nakaima, o que fez de Hayashi um dos primeiros estranhos a estudar o estilo, que era mais familiar, e também a ensiná-lo fora de Oquinaua.
Conforme prosseguia nos treinos, mestre Hayashi foi-se tornando cada vez mais notório por sua técnica e por causa da prática de Dojo Yaburi, desafio ao dojô.
Quando retornou de Oquinaua, o mestre Hayashi fundou sua própria linhagem, cuja filosofia de seguir sempre se aperfeiçoando foi incutida dentro da escola.

## Pelo mundo
O estilo Shito-ryu foi implementado em Portugal por Elmano Jorge Caleiro. Elmano Jorge Caleiro é hoje o professor mais qualificado em Portugal do Nihon Karatedo Hayashi Ha Shitoryukai e recebeu instrução do mestre Hayashi.
Hayashi teve também ensinamentos de Kobudo e passou também esses conhecimentos para Elmano Caleiro.
Elmano Jorge Caleiro implementou em Portugal o Kobudo.